# Wilhelm Marx
Wilhelm Marx (ur. 15 stycznia 1863 w Kolonii, zm. 5 sierpnia 1946 w Bonn) – niemiecki polityk Partii Centrum, prawnik, dwukrotny kanclerz Republiki Weimarskiej i premier Prus.

## Życiorys

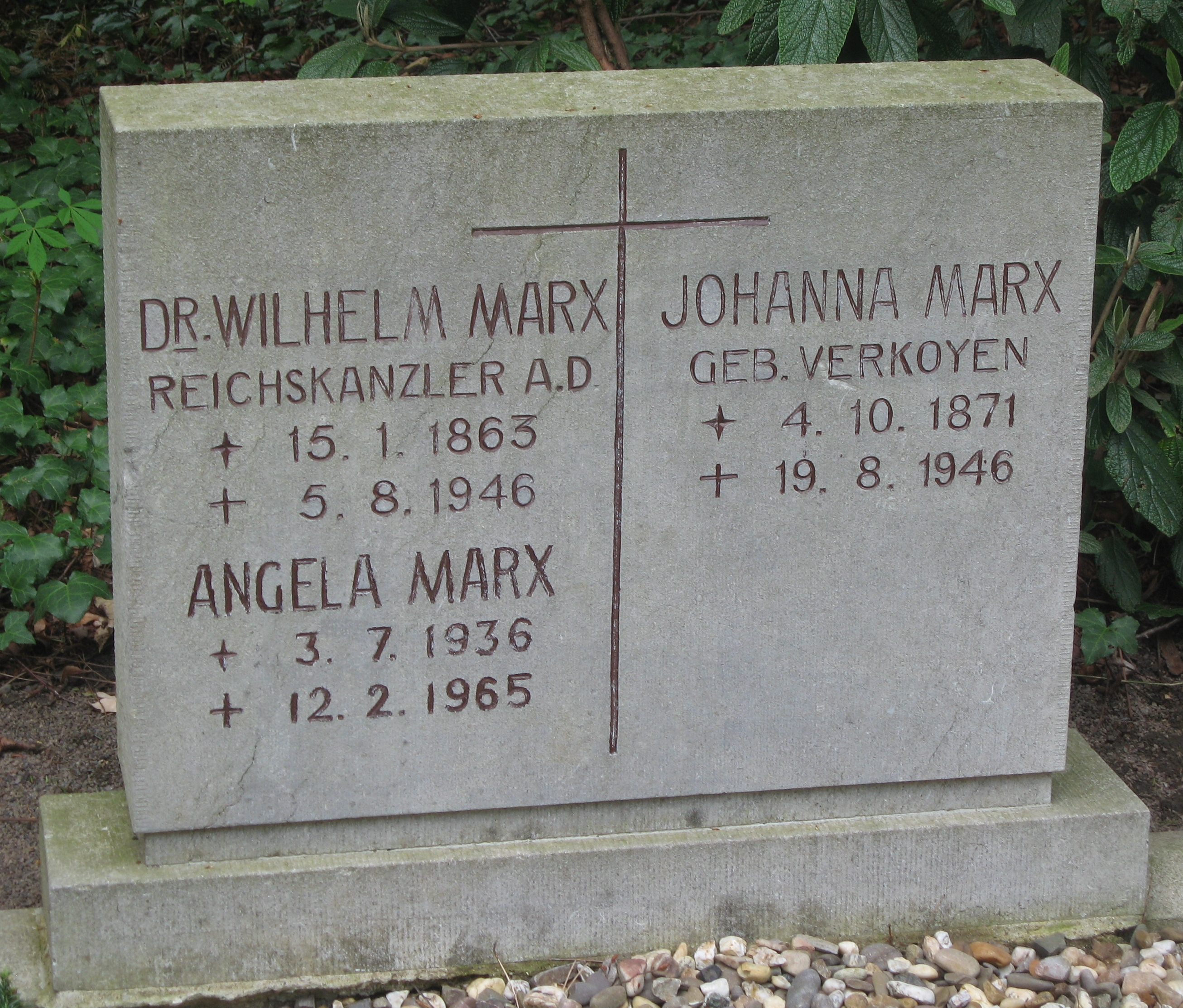
Grób na cmentarzu w Melaten

Jeden z przywódców Centrum, poseł do parlamentu i sejmu pruskiego, od 1920 przewodniczący partii. W latach 1923–1925 kanclerz Rzeszy, w czasie pierwszych powszechnych wyborów prezydenckich w 1925 roku został wysunięty jako kandydat zjednoczonych stronnictw republikańskich przeciw Paulowi von Hindenburgowi. W latach 1926–1928 powtórnie piastował urząd kanclerza Rzeszy. W tym okresie jego politykę oceniano jako bardziej prawicową – dopuścił do udziału w rządzie stronnictwo narodowo-niemieckie (DNVP).

## Pierwszy gabinet Wilhelma Marxa (listopad 1923 – maj 1924)
- Wilhelm Marx (Centrum) – kanclerz Rzeszy
- Karl Jarres (DVP) – wicekanclerz i minister spraw wewnętrznych Rzeszy
- Gustav Stresemann (DVP) – minister spraw zagranicznych
- Erich Emminger (BVP) – minister sprawiedliwości Rzeszy
- Hans Luther – minister finansów Rzeszy
- Eduard Hamm (DDP) – minister gospodarki Rzeszy
- Gerhard von Kanitz – minister wyżywienia i rolnictwa Rzeszy
- Heinrich Brauns (Centrum) – minister pracy Rzeszy
- Otto Gessler (DDP) – minister obrony Rzeszy (Reichsheer)
- Rudolf Oeser (DDP) – minister transportu Rzeszy
- Anton Höfle (Centrum) – Minister Poczty Rzeszy i minister terenów okupowanych Rzeszy

Zmiany w składzie gabinetu
- 15 kwietnia 1924 – Kurt Joel ministrem sprawiedliwości.

## Drugi gabinet Wilhelma Marxa (czerwiec 1924 – grudzień 1924)
- Wilhelm Marx (Centrum) – kanclerz Rzeszy
- Karl Jarres (DVP) – wicekanclerz i minister spraw wewnętrznych Rzeszy
- Gustav Stresemann (DVP) – minister spraw zagranicznych
- Kurt Joel – minister sprawiedliwości Rzeszy
- Hans Luther – minister finansów Rzeszy
- Eduard Hamm (DDP) – minister gospodarki Rzeszy
- Gerhard von Kanitz – minister wyżywienia i rolnictwa Rzeszy
- Heinrich Brauns (Centrum) – minister pracy Rzeszy
- Otto Gessler (DDP) – minister obrony Rzeszy (Reichsheer)
- Rudolf Oeser (DDP) – minister transportu Rzeszy
- Anton Höfle (Centrum) – Minister Poczty Rzeszy i minister terenów okupowanych Rzeszy

Zmiany w składzie gabinetu
- 11 października 1924 – Rudolf Krohne (DVP),ministrem transportu

## Trzeci gabinet Wilhelma Marxa (maj 1926 – grudzień 1926)
- Wilhelm Marx (Centrum) – kanclerz Rzeszy
- Gustav Stresemann (DVP) – minister spraw zagranicznych
- Wilhelm Külz (DDP) – minister spraw wewnętrznych Rzeszy
- Johannes Bell (Centrum) – minister sprawiedliwości Rzeszy i minister terenów okupowanych Rzeszy
- Peter Reinhold (DDP) – minister finansów Rzeszy
- Julius Curtius (DVP) – minister gospodarki Rzeszy
- Heinrich Haslinde (Centrum) – minister wyżywienia i rolnictwa Rzeszy
- Heinrich Brauns (Centrum) – minister pracy Rzeszy
- Otto Gessler (DDP) – minister obrony Rzeszy (Reichsheer)
- Rudolf Krohne (DVP) – minister transportu Rzeszy
- Karl Stingl (BVP) – minister Poczty Rzeszy

## Czwarty gabinet Wilhelma Marxa (styczeń 1927 – czerwiec 1928)

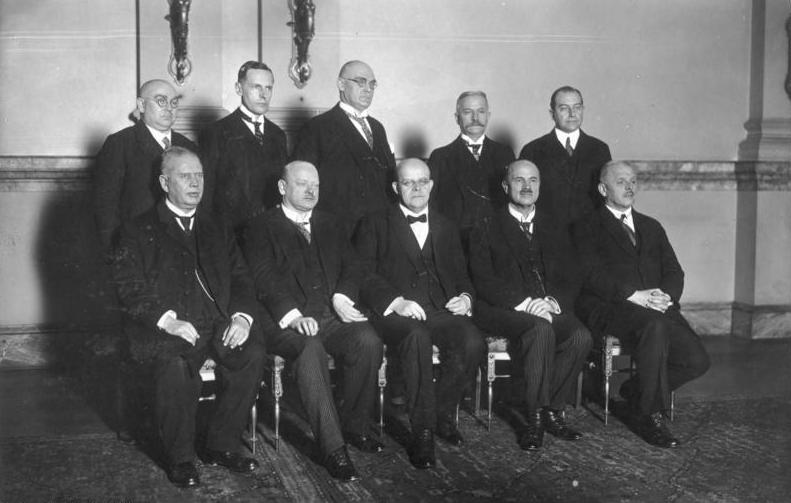
Czwarty gabinet Wihelma Marxa 1927

- Wilhelm Marx (Centrum) – kanclerz Rzeszy i minister terenów okupowanych Rzeszy
- Oskar Hergt (DNVP) – wicekanclerz i minister sprawiedliwości Rzeszy
- Gustav Stresemann (DVP) – minister spraw zagranicznych
- Walter von Keudell (DNVP) – minister spraw wewnętrznych Rzeszy
- Heinrich Köhler (Centrum) – minister finansów Rzeszy
- Julius Curtius (DVP) – minister gospodarki Rzeszy
- Martin Schiele (DNVP) – minister wyżywienia i rolnictwa Rzeszy
- Heinrich Brauns (Centrum) – minister pracy Rzeszy
- Otto Gessler – minister obrony Rzeszy (Reichsheer)
- Wilhelm Koch (DNVP) – minister transportu Rzeszy
- Georg Schätzel (BVP) – minister Poczty Rzeszy

Zmiany w składzie gabinetu
- 19 stycznia 1928 – Wilhelm Groener ministrem obrony.